# Margaret de Clare († 1312)
Margaret de Clare, Countess of Cornwall (* 1250; † Februar 1312) war eine englische Adlige.
Margaret entstammte der ursprünglich anglonormannischen Familie Clare. Sie war die zweite Tochter von Richard de Clare, 5. Earl of Gloucester und von Maud de Lacy. Ihr Vater starb 1262. Durch Vermittlung ihrer Mutter und ihres Bruders Bogo de Clare, der Geistlicher war, heiratete sie am 6. Oktober 1272 in Ruislip Chapel in London Edmund, 2. Earl of Cornwall, einen Neffen von König Heinrich III. Als Mitgift erhielt sie das Gut Carlton in Lincolnshire. Die Ehe verlief unglücklich. 1285 erlitt Margaret vermutlich eine Fehlgeburt, und wegen Kinderlosigkeit wurde sie 1289 von ihrem Mann verlassen. Ihr Bruder Bogo de Clare und auch Erzbischof John Peckham von Canterbury versuchten vergeblich, das Paar wieder zu versöhnen. Die Ehe wurde im Februar 1293 annulliert. Nach dem Tod ihres Mannes 1300 erhielt Margaret neben anderen Besitzungen von König Eduard I. das Gut Carlton als Wittum. Sie lebte bis zu ihrem Tod zurückgezogen und starb kinderlos. Sie wurde in Chertsey Abbey in Surrey begraben. Nach ihrem Tod fiel Carlton zurück an ihren Neffen Gilbert de Clare, 7. Earl of Gloucester.